# Anteilseigner
Der Anteilseigner ist eine natürliche oder juristische Person, die eine Beteiligung an Kapitalgesellschaften oder als Inhaber eines Investmentzertifikats oder eines sonstigen Anteilscheins erworben hat.
Je nach Rechtsform des Unternehmens, an welchem der Anteilseigner beteiligt ist, wird er als Aktionär, Gesellschafter oder Mitunternehmer bezeichnet. Anteilseigner ist, wer als natürliche oder juristische Person die Rechte und Pflichten eines Kapitalgebers bei einer Personen- oder Kapitalgesellschaft wahrnimmt. Wesentliche Rechte des Anteilseigners sind das Stimmrecht und das Recht auf Gewinnbeteiligung, zu den Pflichten gehört insbesondere die Treuepflicht.
Auf die Höhe der Beteiligung kommt es dabei nicht an. Es ist gleichgültig, ob jemand eine Kleinstbeteiligung von weniger als 1 % am gesamten Nominalkapital eines Unternehmens hält (Kleinaktionär) oder als Großaktionär fungiert.

## Legaldefinition
In § 2 Mitbestimmungsgesetz ist eine differenzierende Legaldefinition enthalten, wonach unter Anteilseigner die Aktionäre von Aktiengesellschaften, Kommanditaktionäre von Kommanditgesellschaften auf Aktien, Gesellschafter von Gesellschaften mit beschränkter Haftung, Gewerken von bergrechtlichen Gewerkschaften mit eigener Rechtspersönlichkeit und Genossen von Erwerbs- und Genossenschaften verstanden werden.

## Rechtsfragen
Zum Anteilseigner wird jemand durch Kauf von Aktien oder Einzahlung der mit dem Unternehmen vereinbarten Einlage. Steht die Kapitalbeteiligung dem Unternehmen zur endgültigen und freien Verfügung, so veranlasst es die Eintragung des Anteilseigners in das für die Gesellschaft zuständige Register, insbesondere Handelsregister. Das gilt nicht für Aktiengesellschaften. Die Bezeichnung Anteilseigner leitet sich vom Eigentümer von Kapitalanteilen ab. Als Eigentümer kann er sämtliche Eigentümerrechte wahrnehmen, insbesondere kann er seine Anteile veräußern oder belasten; sie können auch gepfändet werden.
Der Anteilseigner übernimmt Rechte und Pflichten. Zu den Rechten gehören insbesondere Mitverwaltungs- und Vermögensrechte. Das Mitverwaltungsrecht ist vor allem das Stimmrecht, das im Regelfall mit dem Kapitalanteil verbunden ist. Es berechtigt den Anteilseigner, an den Beschlussfassungen aller Anteilseigner teilzunehmen und das Stimmrecht auszuüben. Das Vermögensrecht beinhaltet hauptsächlich das Recht auf Gewinnbeteiligung. Pflichten ergeben sich aus der Treuepflicht.
Ein Unternehmen liegt bereits dann vor, wenn eine juristische oder natürliche Person sich unternehmerisch planend und entscheidend betätigt. Selbst eine natürliche Person kann Unternehmereigenschaften entfalten. Der Unternehmensbegriff ist – gerade was natürliche Personen betrifft – konzernrechtlich weitgehend aufgeweicht worden. Eine unternehmerische Tätigkeit der Einzelperson – über das Halten der Anteile hinaus – wird nicht gefordert. Damit wird auch diejenige Tätigkeit, die nach bisheriger Auffassung aus der privaten Vermögensverwaltung der Anteile besteht, bereits als unternehmerische Tätigkeit angesehen. So schrieb im „Autokran-Urteil“ der BGH auch einer Einzelperson als Anteilseigner die Unternehmenseigenschaft zu, wenn diese einen maßgeblichen Einfluss in einem anderen Unternehmen hat.